# Democratic Labor Party
Die Democratic Labor Party (deutsch: Demokratische Arbeitspartei) ist eine rechtssozialdemokratische Partei Australiens, die 1954 entstand.

## Abspaltung von der Australian Labor Party
Die Democratic Labor Party war eine antikommunistische Splittergruppe der Australian Labor Party; zuerst (bis 1957) nannte sich die Gruppe die Australian Labor Party (Anti-Communist). Sie wurde von Mitgliedern der Labour Party gegründet, die meinten, die Mutterpartei und Gewerkschaften seien durch die Communist Party of Australia unterwandert.

## Politische Positionen
Die Democratic Labor Party berief sich auf die Ideen von Bartholomew Santamaria und war im Gegensatz zur Australian Labor Party eher Mitte-rechts einzuordnen und arbeitete in den 1970er Jahren mit den Rechtsparteien (Liberal Party, Country Party) zusammen, um die Regierung Gough Whitlams zu stürzen, ungeachtet eigener formaler sozialdemokratischer Orientierung. Wegen ihrer doktrinären antikommunistischen Haltung wurde sie in Lexika von Ostblockländern (darunter DDR) häufig als rechtsextrem bewertet, was aber nicht Tatsachen entspricht.